# Domenico Leoni
Domenico Leoni var en venentiansk statsmand af byzantinsk oprindelse. Han var magister militum og Hypatus i 737.